# MC.202戰鬥機
MC.202戰鬥機閃電式戰鬥機（意文:FOLGORE）是MC.200戰鬥機的改良型，由於當1940年意大利參加第二次世界大戰時其主力之一的MC.200戰鬥機有著各種不足，例如:發動機馬力祇有870匹而且又沒有無線電通訊等問題，故在其基礎上發展另一種新式戰鬥機就成了當務之急，原本加裝意大利國產菲雅特發動機的稱為MC.201但此國產發動機最後不能完成，於是改為盟友德國的DB601水冷發動機並稱為MC.202。

## 設計
把發動機換成已名聞世界的Bf 109E戰鬥機相同的DB601水冷式發動機，於是要在機身下設置散熱器。
原本MC.200由於採用風冷式星形發動機，其機身橫切面是圓形而改為水冷式發動機後改為橢圓形，由於要平衡被加長的發動機室以容納DB601水冷式發動機，後機身要加長60厘米，原本MC.200的駕駛艙位置過高，MC.202把其位置降低並在後方形成斜背，此外駕駛艙加上擋風玻璃變為封閉式。
由於其發動機馬力由870匹加至1175匹，作用在機身的反向扭力大增，若是其他飛機設計師也許會加高垂直尾翼來平衡但MC.202的機尾和MC.200完全相同，卡斯托迪的解決方法是把左翼比右翼加長20厘米，機翼加上SAFAT機槍(7.7毫米口徑)但由於此機槍發射的子彈對敵機破壞力不足，故很多時都會拆除機翼機槍以減輕重量。
MC.202換了發動機後重量雖比MC.200重了700公斤但由於發動機馬力大幅增強和機身風阻也得到減少，故飛行性能大為改進，例如在速度方面就比MC.200快上足足100公里/小時。

## 基本資料
- 乘員:1人
- 機長:8.85米
- 翼展:10.58米
- 翼面積:16.82平方米
- 機高:3.49米
- 空重:2,491公斤
- 最重:2,930公斤
- 最快速度:600公里/小時
- 航程:765公里
- 昇限:11,500米

MC.202三視圖

- 發動機:DB601A水冷式發動機(1,175匹馬力)
- 武裝:機頭2挺12.7毫米口徑SAFAT機槍+機翼2挺7.7毫米口徑SAFAT機槍

## 實戰
1941年夏天，MC.202戰鬥機首先用於地中海戰區的第4聯隊第9大隊並以西西里島作基地去空襲馬爾他島，9月29日，由雅科波·佛利里奧駕駛的MC.202擊落了一架英軍颶風式戰鬥機而首開空戰紀錄，同為第4聯隊的佛朗哥·魯基尼於1942年5月連續兩天在為轟炸機護航的空戰當中擊落2架英軍噴火式戰鬥機，在馬爾他島的空戰當中證明在7000米以下，MC.202的空戰性能比噴火機要好，噴火機要在此高度之上才佔上風。
之後意大利空軍被送往北非利比亞，加入隆美爾的非洲軍團協助作戰，1942年5月26日，北非意軍的MC.202參加了多布魯克戰役，除了為德意轟炸機護航還低飛掃射英軍機場，1942年11月，美軍發動火炬作戰，由於後勤和維修都優先給予德軍以及德軍刻意排擠義軍的後勤補給，北非意軍的MC.202最後全部消耗在突尼西亞戰役。
美英盟軍在北非後下一個目標就是西西里島，當盟軍登陸西西里島時祇有20架MC.202能起飛作戰，這些MC.202最後唯有在駕駛艙塞入戰友，匆忙逃回意大利。
當1943年9月8日，意大利向盟軍投降時，有部份MC.202的飛行員加入盟軍陣營，也有部份選擇繼續留在軸心國陣營和盟軍作戰。

## 使用國家
- 義大利
- 納粹德國
- 克羅埃西亞獨立國

## 外部連結
- 意大利“马基”MC.200/202/205战斗机 （页面存档备份，存于）